# Descente (canoë-kayak)
Pour les articles homonymes, voir Descente.

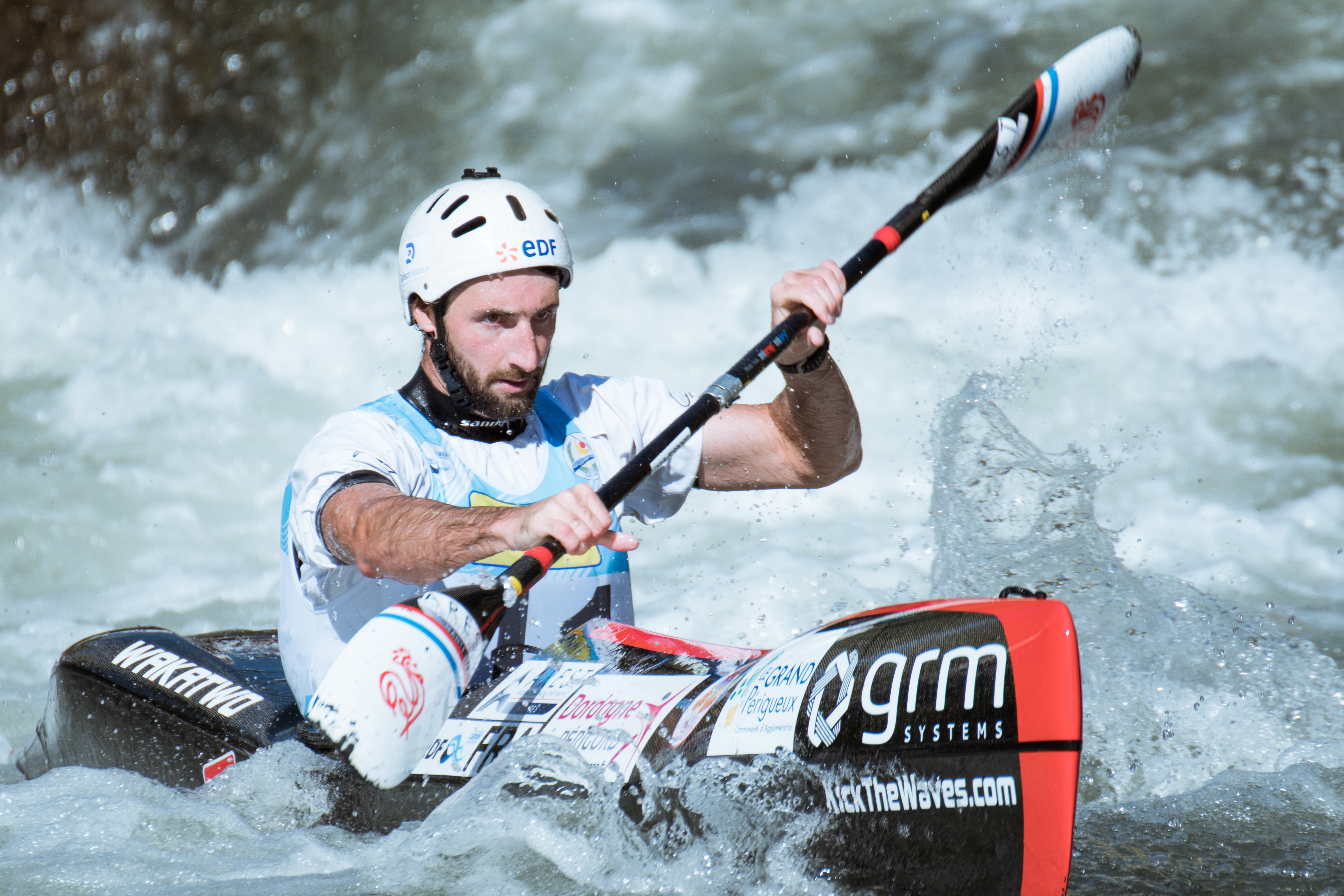
Félix Bouvet dans un kayak de descente

La descente est une des disciplines du canoë-kayak, se pratiquant en eaux vives.

## Principe
La descente se fait sur une rivière. Le niveau d'eau-vive dépend du niveau de compétition. 
La règle est simple : aller le plus vite possible d'un point à un autre de la rivière. C'est une course contre la montre durant laquelle il est primordial de bien choisir sa trajectoire en fonction des courants et des obstacles naturels que forment les rochers. La descente se pratique en général sur un parcours d'eau vive plus ou moins compliqué selon le niveau de la compétition.
Il existe deux types de courses de descente : la classique et le sprint.
-La classique se déroule en une seule manche, d'une durée comprise entre 12 et 25 minutes. 
-Le sprint se déroule en deux manches et seule la meilleure des deux compte pour le classement final, d'une durée comprise entre 30 secondes et 2 minutes 30 secondes chacune.
Les courses se déroulent principalement sur des parcours naturels, cependant avec l'apparition du sprint les compétitions commencent à s'organiser sur des bassins artificiels (par exemple à Pau en 2017).

## Embarcations

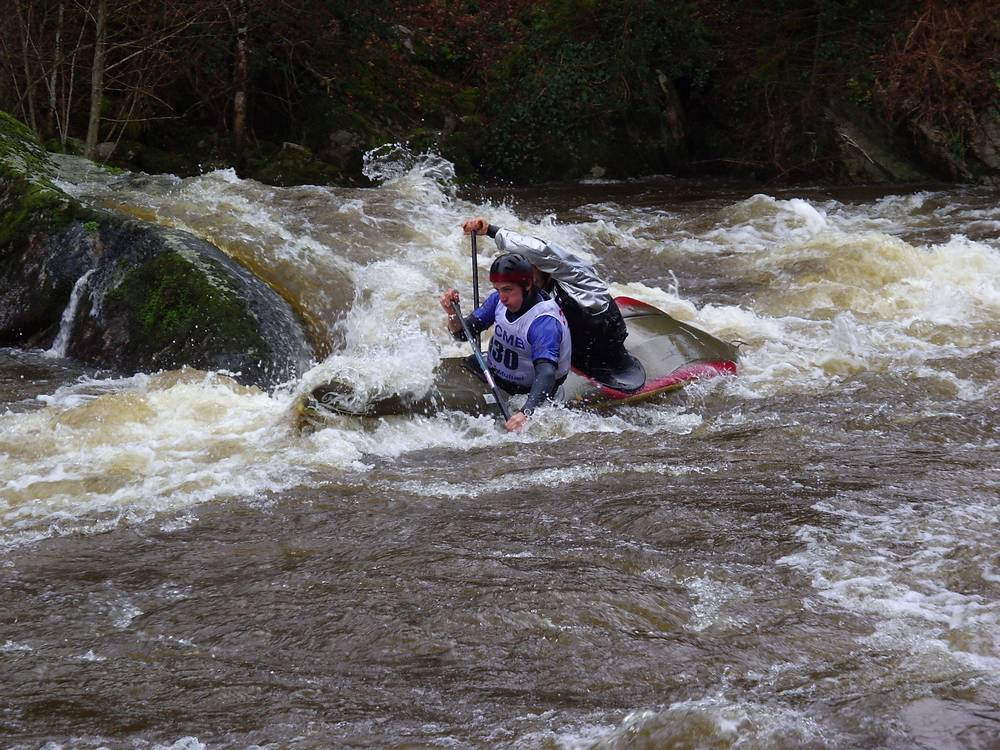
Canoë biplace lors d'une compétition de descente

Les bateaux de descente sont dotés d'une coque étroite et instable leur conférant une grande vitesse mais peu de maniabilité. Les étraves fines (pointe avant) permettent de fendre les vagues.
Trois types d'embarcations sont autorisées pour ces compétitions :
- le kayak monoplace, d'une longueur maximale de 4,50 m, d'une largeur minimale de 0,60 m et d'un poids minimal de 11 kg en France et 10 kg en international
- le canoë monoplace, d'une longueur maximale de 4,30 m, d'une largeur minimale de 0,70 m et d'un poids minimal de 12 kg
- le canoë biplace, d'une longueur maximale de 5,00 m, d'une largeur minimale de 0,80 m et d'un poids minimal de 18 kg

## Compétitions internationales
La descente n'est pas reconnue en tant que discipline olympique.

Des championnats du monde et d'Europe sont organisés.

### Championnats du monde
Les premiers championnats du monde de descente en France ont été organisés en 1959 à Treignac.